# Відліно (Пуцький повіт)
Відліно (пол. Widlino, нім. Wedlin) — село в Польщі, у гміні Пуцьк Пуцького повіту Поморського воєводства.
У 1975-1998 роках село належало до Гданського воєводства.